# 2019 en bande dessinée
| Années de la bande dessinée : 2016 - 2017 - 2018 - 2019 - 2020 - 2021 - 2022    |
| Décennies de la bande dessinée : 1980 - 1990 - 2000 - 2010 - 2020 - 2030 - 2040 |

Cet article présente les faits marquants de l'année 2019 en bande dessinée.

## Événements
- 16 janvier :
  - Remise du 25e Prix France Info de la bande dessinée d'actualité et de reportage[1]
  - Première édition du Prix BD Fnac France Inter[2], attribué à Roxanne Moreil et Cyril Pedrosa pour L'Âge d'or.
- 24 au 27 janvier : 46e Festival international de la bande dessinée d’Angoulême : Festival d'Angoulême 2019. Le Grand prix est remis à Rumiko Takahashi.
- Du 9 au 12 août : 96e édition du Comiket à Tokyo (Japon).
- Du 12 au 16 septembre : 15e édition du BD-FIL à Lausanne (Suisse), avec Alex Baladi en invité d'honneur.
- Du 25 au 27 octobre : 39e Quai des Bulles à Saint-Malo, avec une affiche de Marion Montaigne.
- Du 30 octobre au 3 novembre : festival Comics & Games de Lucques (Italie).
- Du 28 au 31 décembre : 97e édition du Comiket à Tokyo (Japon).
- 5 décembre 2019 : grand prix de la critique 2020 à Ugo Bienvenu pour Préférence système[3].

## Nouveaux albums
Voir aussi : Albums de bande dessinée sortis en 2019

### Franco-belge
| Sortie            | Titre                                                            | Scénariste                                      | Dessinateur                         | Coloriste                         | Éditeur                    |
| ----------------- | ---------------------------------------------------------------- | ----------------------------------------------- | ----------------------------------- | --------------------------------- | -------------------------- |
| 17 janvier 2019   | Même le grand soir a commencé petit                              | Lisa Lugrin et Clément Xavier                   | Lisa Lugrin et Clément Xavier       | Lisa Lugrin et Clément Xavier     | FLBLB                      |
| février 2019      | Ultralazer, t. 1                                                 | Pauline Giraud, Maxence Henry                   | Yvan Duque, Maxence Henry           |                                   | Delcourt                   |
| 6 mars 2019       | Irena, t. 4 : Je suis fier de toi                                | Jean-David Morvan et Séverine Tréfouël          | David Evrard                        | Walter                            | Glénat                     |
| 13 mars 2019      | Infinity 8, t. 8 : Jusqu'au dernier                              | Lewis Trondheim et Patrice Killoffer            | Patrice Killoffer                   | Patrice Killoffer                 | Rue de Sèvres              |
| 15 mars 2019      | Saccage                                                          | Frederik Peeters                                | Frederik Peeters                    | Frederik Peeters                  | Atrabile                   |
| 15 mars 2019      | Le Dernier Atlas, t.1                                            | Gwen De Bonneval et Fabien Vehlmann             | Hervé Tanquerelle et Fred Blanchard | Laurence Croix                    | Dupuis                     |
| 7 mars 2019       | Des milliards de miroirs                                         | Robin Cousin                                    | Robin Cousin                        | Robin Cousin                      | FLBLB                      |
| 10 avril 2019     | Poussière, t. 2                                                  | Geoffroy Monde                                  | Geoffroy Monde                      | Geoffroy Monde                    | Gallimard                  |
| 17 avril          | Bug t.2                                                          | Enki Bilal                                      | Enki Bilal                          | Enki Bilal                        | Casterman                  |
| 24 avril 2019     | Un putain de salopard, t. 1 : Isabelle                           | Régis Loisel                                    | Olivier Pont                        | Olivier Pont                      | Rue de Sèvres              |
| 2 mai 2019        | Fela back to Lagos                                               | Loulou Dédola                                   | Luca Ferrara                        | Luca Ferrara                      | Glénat                     |
| 15 mai 2019       | Le Loup                                                          | Jean-Marc Rochette                              | Jean-Marc Rochette                  | Isabelle Merlet                   | Casterman                  |
| 16 mai 2019       | Les Cahiers d'Esther t. 4 : Histoires de mes treize ans          | Riad Sattouf                                    | Riad Sattouf                        | Riad Sattouf                      | Allary Éditions            |
| 28 mai 2019       | Longue vie                                                       | Stanislas Moussé                                | Stanislas Moussé                    | Stanislas Moussé                  | Éditions le Tripode        |
| 29 mai 2019       | Le Dernier Pharaon                                               | Jaco Van Dormael, Thomas Gunzig                 | François Schuiten                   | Laurent Durieux                   | Éditions Blake et Mortimer |
| 21 août 2019      | Chronosquad t. 5 : Vie éternelle mode d'emploi                   | Giorgio Albertini                               | Grégory Panaccione                  | Grégory Panaccione                | Delcourt                   |
| 28 août 2019      | Les Indes fourbes                                                | Alain Ayroles                                   | Juanjo Guarnido                     | Juanjo Guarnido                   | Delcourt                   |
| 11 septembre 2019 | Visa transit                                                     | Nicolas de Crécy                                | Nicolas de Crécy                    | Nicolas de Crécy                  | Gallimard                  |
| 20 septembre 2019 | Dominos                                                          | Youri Jigounov                                  | Chris Lamquet                       | Chris Lamquet                     | Le Lombard                 |
| 25 septembre 2019 | Epiphania t. 3                                                   | Ludovic Debeurme                                | Ludovic Debeurme                    | Ludovic Debeurme                  | Casterman                  |
| 25 septembre 2019 | Penss et les plis du monde                                       | Jérémie Moreau                                  | Jérémie Moreau                      | Jérémie Moreau                    | Delcourt                   |
| 25 septembre 2019 | Le Chant du monde                                                | Jacques Ferrandez d'après l'œuvre de Jean Giono | Jacques Ferrandez                   | Jacques Ferrandez                 | Gallimard                  |
| 3 octobre 2019    | Préférence système                                               | Ugo Bienvenu                                    | Ugo Bienvenu                        | Ugo Bienvenu                      | Denoël Graphic             |
| 4 octobre 2019    | Spirou ou l'espoir malgré tout - Un peu plus loin vers l'horreur | Émile Bravo                                     | Émile Bravo                         | Fanny Benoit                      | Dupuis                     |
| 17 octobre 2019   | Vaches maigres                                                   | Clément Xavier                                  | Clément Xavier                      | Clément Xavier                    | FLBLB                      |
| 24 octobre 2019   | 300 000 ans pour en arriver là                                   | Grégory Jarry                                   | Otto T.                             | Otto T.                           | FLBLB                      |
| 24 octobre 2019   | La Fille de Vercingétorix                                        | Jean-Yves Ferri                                 | Didier Conrad                       | Frédéric Mébarki                  | Les Éditions Albert René   |
| 13 novembre 2019  | Ekhö monde miroir t.9 : Abidjan-Nairobi Express                  | Christophe Arleston                             | Alessandro Barbucci                 | Nolwenn Lebreton                  | Soleil Productions         |
| 6 décembre 2019   | Amertume Apache - Une aventure du lieutenant Blueberry           | Joann Sfar                                      | Christophe Blain                    | Chistophe Blain et Clémence Sapin | Dargaud                    |

### Comics
| Sortie            | Titre                                                         | Scénariste                          | Dessinateur             | Coloriste     | Éditeur      |
| ----------------- | ------------------------------------------------------------- | ----------------------------------- | ----------------------- | ------------- | ------------ |
| 11 janvier 2019   | Batman Rebirth t.6 : Tout le monde aime Ivy                   | Tom King                            | Tony Daniel             |               | Urban Comics |
| 11 janvier 2019   | Flash Rebirth t.4 : La peur au ventre                         | Joshua Williamson                   | Carmine Di Giandomenico |               | Urban Comics |
| 11 janvier 2019   | Green Lantern Rebirth t.4 : Fracture                          | Robert Venditti                     | Jordi Tarragona Garcia  |               | Urban Comics |
| 11 janvier 2019   | Harley Quinn Rebirth t.4 : Surprise, surprise                 | Amanda Conner, Jimmy Palmiotti      | John Timms              |               | Urban Comics |
| 18 janvier 2019   | I hate fairyland t.4                                          | Skottie Young                       | Skottie Young           |               | Urban Comics |
| 18 janvier 2019   | Moonshine t.2                                                 | Brian Azzarello                     | Eduardo Risso           |               | Urban Comics |
| 1er février 2019  | Batman Detective Comics t.5 : Un sanctuaire solitaire         | Christopher Sebela, James Tynion IV | Eddy Barrows            |               | Urban Comics |
| 1er février 2019  | Grant Morrison présente Batman t.4                            | Grant Morrison                      | Collectif               |               | Urban Comics |
| 1er février 2019  | Super Sons t.3 : Futur funeste                                | Peter Tomasi, Patrick Gleason       | Jorge Jimenez           |               | Urban Comics |
| 1er février 2019  | Wonder Woman Rebirth t.6 : Attaque contre les Amazones        | James Robinson                      | Collectif               |               | Urban Comics |
| 8 février 2019    | Deadly Class t.7 : Love like Blood                            | Rick Remender                       | Wes Craig               |               | Urban Comics |
| 8 février 2019    | Green Arrow Rebirth t.4 : Star City                           |                                     |                         |               | Urban Comics |
| 8 février 2019    | Nightwing Rebirth t.5 : La revanche de Raptor                 | Tim Seeley                          | Javier Fernandez        |               | Urban Comics |
| 15 février 2019   | Batman Meurtrier & Fugitif t.3                                | Chuck Dixon, Greg Rucka             | Collectif               |               | Urban Comics |
| 15 février 2019   | Descender t.6                                                 | Jeff Lemire                         | Dustin Nguyen           |               | Urban Comics |
| 15 février 2019   | Justice League of America t.6 : Ascension                     | Collectif                           | Collectif               |               | Urban Comics |
| 22 février 2019   | Black Monday Murders t.2 : Un livre de chair                  | Jonathan Hickman                    | Tomm Coker              |               | Urban Comics |
| 22 février 2019   | Black Science t.8 : Le banquet des Lotophages                 | Rick Remender                       | Matteo Scalera          |               | Urban Comics |
| 22 février 2019   | Isola t.1                                                     | Brenden Fletcher                    | Karl Kerschl            |               | Urban Comics |
| 1er mars 2019     | Batman Rebirth t.7 : Sur la route de l'autel                  | Tom King, Tim Seeley                | Collectif               |               | Urban Comics |
| 1er mars 2019     | Justice League Rebirth t.6 : Le procès de la Ligue de Justice | Christopher Priest, Bryan Hitch     | Collectif               |               | Urban Comics |
| 8 mars 2019       | Justice League : No Justice                                   | James Tynion IV, Scott Snyder       | Francis Manapul         |               | Urban Comics |
| 8 mars 2019       | Superman Rebirth t.6 : Imperius Lex                           | Collectif                           | Collectif               |               | Urban Comics |
| 15 mars 2019      | Manhattan Projects t.2 : Leur règne                           | Jonathan Hickman                    | Nick Pitarra            |               | Urban Comics |
| 15 mars 2019      | Shazam contre la Société des Monstres                         | Jeff Smith                          | Jeff Smith              |               | Urban Comics |
| 15 mars 2019      | Shazam                                                        | Geoff Johns                         | Gary Frank              |               | Urban Comics |
| 29 mars 2019      | Injustice 2 t.3                                               | Tom Taylor                          |                         |               | Urban Comics |
| 29 mars 2019      | Le Monde incroyable de Gumball t.3                            | Megan Brennan, Frank Gibson         |                         |               | Urban Comics |
| 29 mars 2019      | New Justice t.1 : La totalité                                 | James Tynion, Scott Snyder          | Collectif               |               | Urban Comics |
| 29 mars 2019      | Shazam Anthologie                                             | Collectif                           | Collectif               |               | Urban Comics |
| 5 avril 2019      | Batman : Jours de colère                                      | Joshua Middleton, John Layman       | Collectif               |               | Urban Comics |
| 31 mai 2019       | Batman : Les Derniers Jours du Chevalier Noir                 | Neil Gaiman                         | Andy Kubert             |               | Urban Comics |
| 14 juin 2019      | Selina Kyle : Catwoman t.1 : Pâles copies                     | Joëlle Jones                        | Joëlle Jones            |               | Urban Comics |
| 5 juillet 2019    | Injustice 2 t.4                                               | Tom Taylor                          | Daniel Sampere          |               | Urban Comics |
| 21 août 2019      | In waves                                                      | AJ Dungo                            | AJ Dungo                | AJ Dungo      | Casterman    |
| 23 août 2019      | Red Hood & the Outlaws t.1 : Sombre trinité                   | Scott Lobdell                       | Dexter Soy              |               | Urban Comics |
| 23 août 2019      | Teen Titans Rebirth t.1 : Damian, le petit génie              | Benjamin Percy                      | Collectif               |               | Urban Comics |
| 20 septembre 2019 | Batman 80 ans                                                 | Collectif                           | Collectif               |               | Urban Comics |
| 10 octobre 2019   | Dédales t. 1                                                  | Charles Burns                       | Charles Burns           | Charles Burns | Cornélius    |
| 25 octobre 2019   | Batman : Damned                                               | Brian Azzarello                     | Lee Bermejo             |               | Urban Comics |
| 25 octobre 2019   | Camelot 3000                                                  | Brian Bolland                       | Brian Bolland           |               | Urban Comics |
| 13 novembre 2019  | Clyde fans                                                    | Seth                                | Seth                    | Seth          | Delcourt     |
| 15 novembre 2019  | Heroes in Crisis                                              | Tom King                            | Lee Weeks               |               | Urban Comics |
| 6 décembre 2019   | Batman The Dailies t.1 : 1943-1944                            | Bill Finger                         | Bob Kane                |               | Urban Comics |

### Mangas
| Sortie       | Titre                   | Scénariste          | Dessinateur         | Genre  | Éditeur |
| ------------ | ----------------------- | ------------------- | ------------------- | ------ | ------- |
| 14 mars 2019 | Le Bateau de Thésée t.1 | Toshiya Higashimoto | Toshiya Higashimoto | Seinen | Vega    |
| 3 mai 2019   | Hunter x Hunter t.36    | Yoshihiro Togashi   | Yoshihiro Togashi   | Shônen | Kana    |

### Érotique
| Sortie    | Titre                                   | Scénariste   | Dessinateur  | Coloriste    | Éditeur  |
| --------- | --------------------------------------- | ------------ | ------------ | ------------ | -------- |
| mai 2019  | Norse t. 3                              | James Lemay  | James Lemay  | James Lemay  | Dynamite |
| août 2019 | Achille t. 2 : Pour l’amour de Patrocle | Cosimo Ferri | Cosimo Ferri | Cosimo Ferri | Tabou    |

## Décès
- 1er janvier : Dagfinn Bakke, dessinateur de presse et illustrateur norvégien ;
- 8 janvier : Rojas, de son vrai nom Arturo Rojas de la Cámara, auteur espagnol, né en 1930 ;
- 10 janvier : Ron Smith, dessinateur britannique, né en 1924 ;
- 12 janvier : Batton Lash, auteur américain, né en 1953 ;
- 15 janvier : Isaac del Rivero Sr. (es), auteur espagnol, né en 1931 ;
- 16 janvier :
  - Pauli Heikkilä (fi), auteur finlandais, né en 1956 ;
  - Hanza Sanchō (ja), auteur japonais, né en 1928 ;
  - Denis Sire, auteur français, né en 1953 ;
- 19 janvier : Bort (it), dessinateur humoristique italien né en 1926 ;
- 29 janvier : Alex Barbier, auteur et peintre français, né en 1950 ;
- 2 février : Kakashi Oniyazu (ja), auteur japonais ;
- 7 février : Ted Stearn, auteur américain, né en 1961 ;
- 8 février : Sérgio Tibúrcio Graciano (pt), auteur brésilien, né en 1936 ;
- 17 février :
  - Claude Renard, enseignant et auteur belge né en 1946 ;
  - Jacques Sandron, dessinateur belge né en 1942 ;
- 19 février : Dee (ms), dessinateur humoristique malaisien né en 1966 ;
- 21 février : Àngel Badia i Camps (ca), auteur catalan né en 1929 ;
- 25 février : Tadeusz Raczkiewicz (pl), auteur polonais né en 1949 ;
- 6 mars : Shigehisa Sunagawa (ja), auteur japonais né en 1941 ;
- 12 mars : T. K. Ryan, auteur américain né en 1928 ;
- 14 mars : Augusto Cid (pt), auteur portugais né en 1941 ;
- 17 mars : Ken Bald, dessinateur américain né en 1920 ;
- 21 mars : Alfonso Pedro Abelenda Escudero (es), dessinateur humoristique espagnol, né en 1931 ;
- 24 mars :
  - Olivier Cinna, dessinateur et coloriste français, né en 1972 ;
  - Helmut Nickel, auteur allemand né en 1924 ;
- 27 mars : Leslie Sternbergh (ca), autrice américaine née en 1960 ;
- 1 avril : Monkey Punch, auteur japonais né en 1937 ;
- 2 avril : Rolf Håndstad (no), scénariste norvégien né en 1958 ;
- 15 avril : Malky McCormick (en), auteur écossais né en 1943 ;
- 17 avril : Kazuo Koike, auteur japonais né en 1936 ;
- 22 avril : Greg Theakston (en), auteur américain né en 1953 ;
- 23 avril : Akihiko Takadera (ja), auteur japonais né en 1960 ;
- 27 avril : Teva Harrison (en), autrice canadienne née en 1976 ;
- 29 avril : Makoto Ogino (en), auteur japonais né en 1959 ;
- 7 mai : Satoshi Kotsuki (ja), auteur japonais né en 1946 ;
- 10 mai :
  - Jordi Longarón (es), auteur espagnol n en 1933 ;
  - Miguel Angel Repetto (es), auteur argentin né en 1929 ;
- 18 mai : Justin Ponsor (en), coloriste américain né en 1977 ;
- 23 mai : Alberico Motta, dessinateur italien né en 1937 ;
- 29 mai : José María Blanco Ibarz, auteur espagnol né en 1926 ;
- 5 juin : Helmut Nickel, auteur allemand né en 1924 ;
- 7 juin : Reto Gloor (de), auteur suisse né en 1962 ;
- 9 juin : Fabien Lacaf, dessinateur français né en 1954 ;
- 29 juin : Guillermo Mordillo, auteur argentin né en 1932 ;
- 30 juin : Armando Salas Martínez (es), auteur espagnol né en 1946 ;
- 11 juillet : Pepita Pardell Terrade (es), dessinatrice espagnole née en 1928 ;
- 2 août : Ai Morinaga (en), auteure japonaise née en 1981 ;
- 8 août : Ernie Colón, dessinateur portoricain né en 1931 ;
- 14 août : Akab, auteur italien né en 1976 ;
- 18 août : Giulio Chierchini, auteur italien né en 1928 ;
- 23 août : Massimo Mattioli, auteur italien né en 1943 ;
- 31 août : Donald Rooum, auteur britannique né en 1928 ;
- 1er septembre : George Abe, auteur japonais né en 1937 ;
- 5 septembre : Charles Jarry, auteur belge né en 1942 ;
- 8 septembre : Kim Seong-hwan (aussi connu sous le pseudonyme de Gobawoo), auteur de manhwa, peintre et illustrateur sud-coréen né en 1932 ;
- 27 septembre : Patrick Tandiang, dessinateur français ;
- 5 octobre : Philippe Tome, scénariste belge né en 1957 ;
- 13 octobre : Hideo Azuma, mangaka né en 1950 ;
- 19 novembre : Tom Lyle, dessinateur américain né en 1953 ;
- 21 novembre : Gahan Wilson, auteur de comics, illustrateur et romancier américain né en 1930 ;
- 26 novembre : Howard Cruse, auteur américain né en 1944 ;
- 29 novembre : Serge Lindier, illustrateur et dessinateur français de bande dessinée né en 1951 ;
- 9 décembre : Patrice Ordas, scénariste de bande dessinée et romancier né en 1951 ;
- 20 décembre : Gerry Alanguilan, auteur philippin né en 1968 ;
- 27 décembre : Jean Mardikian, cofondateur du festival international de la bande dessinée d'Angoulême.